# Bandkanon 1

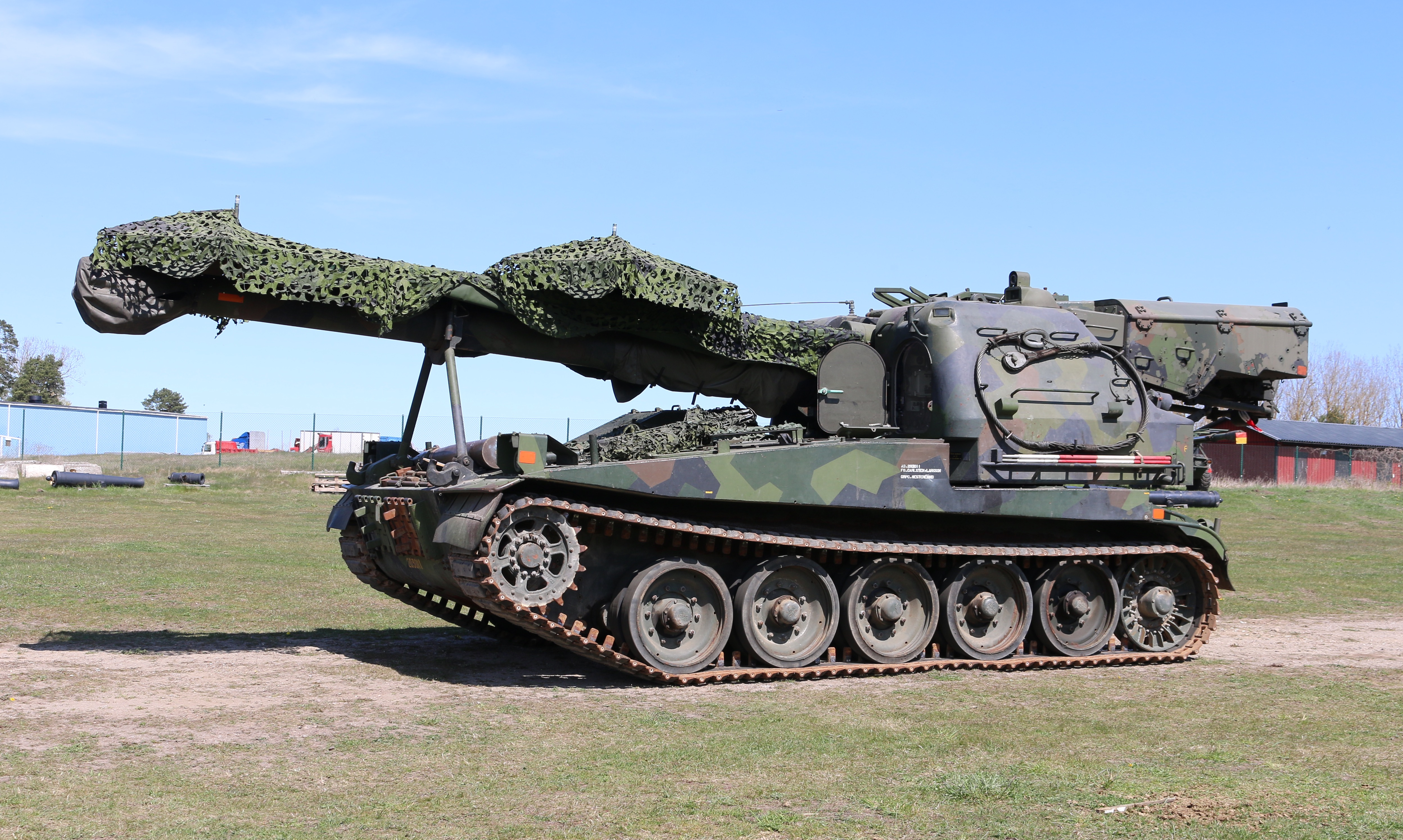
Bandkanon 1 vid Artillerimuseet.

15,5 cm bandkanon 1, kort 15,5 cm bkan 1, eller Bofors 155 mm vagnkanon L/50, kort Bofors VK 155 L/50, är en svensk artillerikanonvagn utvecklad av AB Bofors i samverkan med svenska försvarsmakten från slutet av 1940-talet fram till mitten av 1960-talet. Vagnen var verksam i den svenska armén åren 1967 till 2003.

## Historik
Landsverk tog först fram en prototyp, baserad på ett KRV-chassi, med beteckningen Artillerikanonvagn 151 (Akv 151). Denna gick dock inte vidare till serieproduktion utan Bandkanon 1 baserades istället på ett förlängt Stridsvagn 103-chassi för att kunna använda samma reservdelar. Landsverk stod för drivlinan medan Bofors ansvarade för resten av utvecklingen under överinseende av Arméförvaltningen. Bandkanon 1 var världens tyngsta bandartilleripjäs med världens officiellt högsta eldhastighet: 15 granater på 45 sekunder. Varje granat vägde 47 kg och räckvidden låg på 25 km.

## Användning
Bandkanon 1 var planerad att tillverkas i 70 exemplar, men på grund av nedskärningar i försvarsbudgeten så byggdes bara 26 exemplar för artilleridivisionerna i Norrland, vid Bodens artilleriregemente (A 8) och senare vid artilleribataljonen vid Norrbottens regemente (I 19).
Dessa organiserades i två bataljoner om tolv kanoner vardera till slutet av 1980-talet. Efter omorganisation användes Bkan i tre bataljoner om åtta kanoner vardera, en ordning som tillämpades till dess att bandkanonerna avvecklades år 2003.

## Versioner
Bandkanon 1 fanns i två versioner. Originalet benämndes Bandkanon 1 eller Bandkanon 1 A. Efter modifiering under 1980-talet benämndes den Bandkanon 1 C. Systemet uppgraderades med bland annat en ny kolvmotor, automatisk växellåda och ett nytt navigeringssystem. Inom samma uppgraderingsprogram modifierades även Stridsvagn 103 som fick en ny gasturbin. Denna kom dock aldrig att monteras på Bandkanon 1 C.

## Kopplingar till massförstörelsevapen
Bandkanon 1 omges av rykten som antyder att den skulle varit avsedd att skjuta taktiska kärnvapen som skulle tagits fram inom ramen för det svenska kärnvapenprogrammet. Det finns dock inget stöd för detta i de tidigare hemliga dokument rörande bandkanonprojektet som nu gjorts tillgängliga.
Kärnvapenprogrammet hade fokus på flygbomber, dåtidens dominerande vapen, vilka skulle haft en effekt på ungefär 20-50 kiloton och en stridsvikt på några hundra kilo. Det övergripande syftet med vapnen var, enligt tillgängliga dokument, strategiskt, vilket i praktiken innebar att beslut om insats fanns på högsta militärnivå. Artillerigranater, med förhållandevis begränsad effekt, har inget strategiskt värde, och har således inte varit aktuellt i det svenska kärnvapenprogrammet.
Påståenden om planer för kärnvapenammunition med 155 mm kaliber måste, mot bakgrund av det tillgängliga materialet, ses med skepsis från både ekonomisk och taktisk utgångspunkt. USA tillverkade kärnvapenammunition i 155 mm kaliber och Sovjetunionen i 152 mm kaliber. Den enda amerikanska kärnladdningen med denna kaliber som serietillverkades var W48. Granaten hade endast 0,072 kilotons effekt (72 ton TNT), trots att den krävde lika mycket plutonium 239 som en betydligt kraftigare laddning. (USA tillverkade laddningar med större effekt huvudsakligen för artilleri med kalibern 203 mm respektive 280 mm.) Den representerade också en annan konstruktionsprincip, linjär implosionsbomb, än de fissionsladdningar som hade större yttermått. Ett köp av denna granat var aldrig aktuellt, eftersom USA redan 1959-60 avvisat svenska förfrågningar om köp av atomvapen generellt. Totalt tillverkades cirka 1000 stycken W48, och den var operativ åren 1963-1992.
Eftersom det var plutoniumtillgången som var knäckfrågan och den begränsande faktorn i det skisserade svenska programmet, är det ytterst osannolikt att plutoniet skulle använts "ineffektivt", vilket skulle medfört att antalet skisserade flyg- och robotbomber skulle ha minskats till förmån för slagfältskärnvapen med mindre effekt, som dessutom skulle ha krävt utvecklingskostnader för ytterligare en konstruktionsprincip.
Det finns heller inget stöd för att taktiska kärnvapen i artilleriutförande skulle funnits med som ett alternativ i de fältövningar som genomfördes under 50- och 60-talet. Det var uteslutande strategiska vapen med flyg eller robot (CIM-10 Bomarc) som bärare som var aktuellt.
Däremot är det troligt att Bkan var avsedd att skjuta gasgranater. Stridsgasutredningen 1965 förordade användning av artilleri för att upprätta "gasspärrar" som skulle hindra en sovjetisk framryckning i Övre Norrland. Bkan var idealisk för en sådan uppgift med sin extremt höga eldhastighet, NBC-skydd och utanpåliggande magasin.

## Fotnoter
1. ↑  Med en granat redan laddad utöver de båda lagren i magasinet, med sju granater vardera, ökades eldhastigheten till 15 granater på 45 sekunder.